# Фросаско
Фроса̀ско (на италиански: Frossasco; на пиемонтски: Frossasch, Фросаск, на окситански: Frousasc, Фроусаск) е малък град и община в Метрополен град Торино, регион ПиемонтСеверна Италия. Разположен е на 376 m надморска височина. Към 1 януари 2020 г. населението на общината е 2876 души, от които 148 са чужди граждани.